# Hauskirche
Als Hauskirche, Hausgemeinde oder organische Gemeinde bezeichnet man im Christentum Gruppen, die Gottesdienst eher integriert in ihren Lebensvollzug denn als gottesdienstliche Veranstaltung verstehen. Sie pflegen Gemeinschaft in kleineren Gruppen, oft in Privathäusern. Hauskirchen können einzeln existieren oder Teil einer mehr oder weniger organisierten größeren Gemeinschaft, eines Netzwerkes, sein. Sie verstehen sich zudem als kleinen Teil der weltweiten Kirche von Jesus Christus.
In der zweiten Hälfte des 20. Jahrhunderts entstand vorwiegend in der evangelikalen Tradition eine sogenannte Hauskirchenbewegung, die eine Lebensgemeinschaft von Christen in Alltagsnähe, den Privathäusern, betont und dafür eine eigenständige Kirchenlehre entwickelt hat.

## Hintergrund
Das Urchristentum soll mit Hauskirchen begonnen haben, weil es noch keine Kirchengebäude gab. Das Gemeindeleben spielte sich demnach wie bei Jesus und seinen Jüngern (Mk 14,14 ; Joh 12,1f ) vorwiegend in den zwischenmenschlichen Beziehungen der Gemeindeglieder ab, sowie in informellen Haus-Versammlungen (vgl. Apg 2,41–47 ; Apg 12,12 ). Während der Christenverfolgungen im Römischen Reich war die Hauskirche (ecclesia domestica) einer der Orte für geheime Zusammenkünfte.
Der katholische Theologe Stefan Heid (* 1961) stellt diese Hauskirchen-Theorie in Frage und hält sie für ein „Wissenschaftsphantom des 20. Jahrhunderts“. Als zentrale Belege für diese Theorie gälten die vier sogenannten „Hauskirchenformeln“ bei Paulus (Röm 16,5 ; 1 Kor 16,19 ; Kol 4,15 ; Phlm 1–2 ). „Kirche“ meine hier aber einfach wie für alle anderen Griechisch sprechenden Menschen der damaligen Zeit die Gemeinschaft. Paulus grüße also in vier Briefen jeweils die Hausgemeinschaft eines befreundeten Menschen. Zu diesen Hausgemeinschaften gehörten dann möglicherweise auch Nicht-Christen, obgleich häufig ganze Hausgemeinschaften zusammen getauft wurden (Apg 16,15 ; 1 Kor 1,16 ). Laut Heid sage dies noch nichts über Gottesdienst oder Eucharistiefeier. Ist das richtig, so entfällt ein wichtiger Anhaltspunkt für die Existenz von Hauskirchen. Sicher haben auch reiche Christen in „Häusern“, also privaten Stadtresidenzen, gewohnt. Aber dass diese Residenzen eigene Gottesdienstzentren bildeten, sei nicht nachzuweisen. Umgekehrt verweist Heid auf Texte, die dafür sprechen, dass es bis ins 4. Jahrhundert in jeder Stadt nur eine einzige Christen-Gottesdienstgemeinde gab, geleitet von einem Presbyterkollegium bzw. einem Bischof. Zweifelhaft sei auch die Vorstellung, Christen hätten sich während der Christenverfolgung in den Katakomben versteckt.
Während des Hoch- und Spätmittelalters gab es Hauskirchen notgedrungen in den meisten christlichen Bewegungen außerhalb der katholischen Kirche, beispielsweise bei den Waldensern in Südfrankreich und Italien und den Lollarden in England.
Auch der deutsche Reformator Martin Luther konnte sich neben der öffentlichen Messe in lateinischer und deutscher Sprache eine „Hauskirche“ als häusliche gottesdienstliche Versammlung im Vollsinn vorstellen, inklusive Predigt, Abendmahl und Taufe. Er stellt dieses Format als Ideal dar, das zur Durchdringung der Gemeinde und Gesellschaft mit der guten Botschaft des Evangeliums führen würde. Allerdings griff er die Idee später nie wieder auf.
Neben den Hauskreisen, die von vielen traditionellen Kirchen unterschiedlicher Konfession organisiert sind, gibt es bis in die Gegenwart unabhängige Hauskirchen, bei denen das gesamte kirchliche Leben in Privathäusern stattfindet. In kommunistischen und islamischen Ländern, in denen das Christentum offiziell verboten ist oder war, treffen sich die Hauskirchen im Untergrund, siehe Untergrundkirche. Eine große Rolle spielen Hauskirchen beispielsweise im chinesischen Christentum (siehe Chinesische Hauskirche), wo sie eine weite Verbreitung gefunden haben.

## Besonderheiten
Hauskirchen zeichnen sich durch einen ausgeprägten Kongregationalismus und das Losgelöstsein von herkömmlichen Gemeinden, Kirchen, Konfessionen, Denominationen und Strukturen aus. Betont wird das Priestertum aller Gläubigen, so dass es kaum mehr einen Unterschied zwischen Theologen, Pastoren und Laien gibt. Die einzelne Hausgemeinde wird eher als Familie oder als Großfamilie verstanden. Ihre Strukturen, Beziehungen und Verantwortlichkeiten sind diesen Formen entsprechend nachempfunden. Die Überschaubarkeit, das enge Beziehungsgeflecht und die Verbindlichkeit werden als angemessenes Leben im Leib Christi angesehen. Die Beteiligung aller mit ihren Gaben und Fähigkeiten am Gemeindeleben wird in der Hauskirche betont, was charismatische Aspekte in Liturgie und Gemeindeleben mit einschließt. Der täglichen Bibellese, Gebet, Jüngerschaft und Nächstenliebe werden große Bedeutung zugewiesen. Wöchentliche Versammlungen, die bewusst nicht Gottesdienste genannt werden, sind eher einfache Zusammenkünfte mit wenig Formalitäten, die in der Regel aus Gebeten, Bibellektüre, Austausch, Lobpreis und Anbetung sowie Abendmahl bestehen. Unterhaltungsprogramme und Massenmedien, die zu Konsum und Passivität führen, werden weitgehend abgelehnt und vermieden.